# Stenellipsis parasericea
Stenellipsis parasericea är en skalbaggsart som beskrevs av Stefan von Breuning 1975. Stenellipsis parasericea ingår i släktet Stenellipsis och familjen långhorningar. Inga underarter finns listade i Catalogue of Life.